# ستيفن هادلي
ستيفن هادلي (بالإنجليزية: Stephen Hadley)‏ (و. 1947 – م) هو ضابط، ومحام من الولايات المتحدة الأمريكية ولد في توليدو، أوهايو.
وهو عضو في الحزب الجمهوري .

## التعليم
تعلم في جامعة ييل، وجامعة كورنيل، وكلية ييل للحقوق.

## روابط خارجية
- ستيفن هادلي على موقع IMDb (الإنجليزية)
- ستيفن هادلي على موقع مونزينجر (الألمانية)
- ستيفن هادلي على موقع إن إن دي بي (الإنجليزية)
- ستيفن هادلي على موقع قاعدة بيانات الفيلم (الإنجليزية)